# Zogoré
Zogoré è un dipartimento del Burkina Faso classificato come comune, situato nella Provincia di Yatenga, facente parte della Regione del Nord.
Il dipartimento si compone del capoluogo e di altri 15 villaggi: Bôh, Boulounsi, Guessoum, Koro, Lilkana, Nango-Foulce, Nango-Yarce, Ninga, Piga–Songdin, Rambouli, Rega, Teonsgo, Torobo, Touri e Vire–Songdin.